# Zinn(II)-sulfat
Zinn(II)-sulfat ist eine chemische Verbindung aus Zinn, Schwefel und Sauerstoff mit der Summenformel SnSO4.

## Gewinnung und Darstellung
Zinn(II)-sulfat kann durch die Umsetzung von Kupfer(II)-sulfat mit amalgamiertem Zinn gewonnen werden.
{\displaystyle {\ce {CuSO4 + Sn(Amalgam) -> SnSO4 + Cu}}}
Es kann auch durch Reaktion von Zinn oder Zinn(II)-oxid mit Schwefelsäure hergestellt werden.
{\displaystyle {\ce {SnO + H2SO4 -> SnSO4 + H2O}}}

## Eigenschaften
Zinn(II)-sulfat ist ein farbloser, nicht brennbarer, leicht in Wasser löslicher Feststoff. Es ist stabil bis etwa 360 °C und zerfällt dann zu Schwefeldioxid und Zinn(IV)-oxid. Seine wässrige Lösung reagiert stark sauer und zersetzt sich bald unter Ausfällung eines basischen Sulfats. An Luft oxidiert es recht schnell.
Die Verbindung kristallisiert in der orthorhombischen Raumgruppe Pnma (Raumgruppen-Nr. 62) in einer stark verzerrten Bariumsulfat-Struktur. Dabei betragen die Gitterkonstanten a = 8,80 Å, b = 5,32 Å und c = 7,12 Å.

## Verwendung
In der Baustoffindustrie wird Zinnsulfat als Hilfsstoff zur Verminderung des Chromatgehalts im Zement eingesetzt.
Weiterhin dient es als Elektrolyt bei der Galvanisierung und als Zusatzstoff für Elektrolyte in Bleiakkumulatoren.

## Sicherheitshinweise
Zinn(II)-sulfat wurde 2013 von der EU gemäß der Verordnung (EG) Nr. 1907/2006 (REACH) im Rahmen der Stoffbewertung in den fortlaufenden Aktionsplan der Gemeinschaft (CoRAP) aufgenommen. Hierbei werden die Auswirkungen des Stoffs auf die menschliche Gesundheit bzw. die Umwelt neu bewertet und ggf. Folgemaßnahmen eingeleitet. Ursächlich für die Aufnahme von Zinn(II)-sulfat waren die Besorgnisse bezüglich Verbraucherverwendung und hoher (aggregierter) Tonnage sowie der Gefahren ausgehend von einer möglichen Zuordnung zur Gruppe der CMR-Stoffe und der vermuteten Gefahren durch sensibilisierende Eigenschaften. Die Neubewertung fand ab 2016 statt und wurde von Frankreich durchgeführt. Anschließend wurde ein Abschlussbericht veröffentlicht.